# Harold Lowe
Harold Godfrey Lowe (Llanrhos, 21 novembre 1882 – Deganwy, 12 maggio 1944) è stato un marinaio britannico, noto per essere il quinto ufficiale di coperta sul RMS Titanic.

## Biografia

### Primi anni
Harold Godfrey Lowe nacque il 21 novembre 1882 a Llandudno, nel Caernarfonshire, Galles del Nord, terzo degli otto figli di George e Harriet Lowe. Il padre aveva notevoli ambizioni circa il figlio, desiderando farlo istruire come apprendista di un uomo d’affari di successo di Liverpool, ma Harold era invece determinato a darsi alla vita di mare. A 14 anni scappò dalla propria casa di Barmouth, dove aveva frequentato la scuola, e si unì alla marina mercantile, presso cui avrebbe lavorato lungo la costa occidentale dell'Africa. Servì a bordo di golette costiere gallesi come mozzo mentre raggiungeva tutte le certificazioni necessarie alla carriera. Nel 1906 superò gli esami e ottenne il patentino da secondo ufficiale di coperta; nel 1908 conseguì la patente da primo ufficiale.
Quando arrivò alla White Star Line nel 1911, aveva già dunque ottenuto le certificazioni e accumulato ben 15 anni di esperienza di navigazione, su ogni tipo di nave e di ogni stazza, dalla goletta al veliero fino alle navi a vapore. Servì come terzo ufficiale sulla Belgic e sulla Tropic della WS prima di essere trasferito sul Titanic, come quinto ufficiale, nel 1912. Nonostante la sua esperienza, il viaggio inaugurale del Titanic sarebbe stato la sua prima traversata transatlantica.

### SulTitanic
Come gli altri ufficiali di grado minore della nave, Lowe si presentò a rapporto presso gli uffici della White Star Line a Liverpool alle nove del mattino del 26 marzo 1912, e si mise in viaggio per salire a bordo del Titanic a Belfast il giorno successivo. Nei giorni precedenti alla partenza, Lowe partecipò, tra le altre attività, all'ammaino di due delle lance di salvataggio del lato di dritta (le lance del lato destro erano di sua competenza, mentre quelle di sinistra spettavano a Charles Lightoller) per favorire il soddisfacimento dei criteri di sicurezza imposti dal Board of Trade (il Dipartimento del commercio, un ufficio del Consiglio privato del Regno unito). Il 10 aprile 1912, quando verso mezzogiorno il Titanic mollò gli ormeggi da Southampton alla volta di New York, Lowe stava lavorando in plancia, intento all'invio di messaggi via telefono a vari reparti della nave.

#### L'impatto con l'iceberg e l'evacuazione

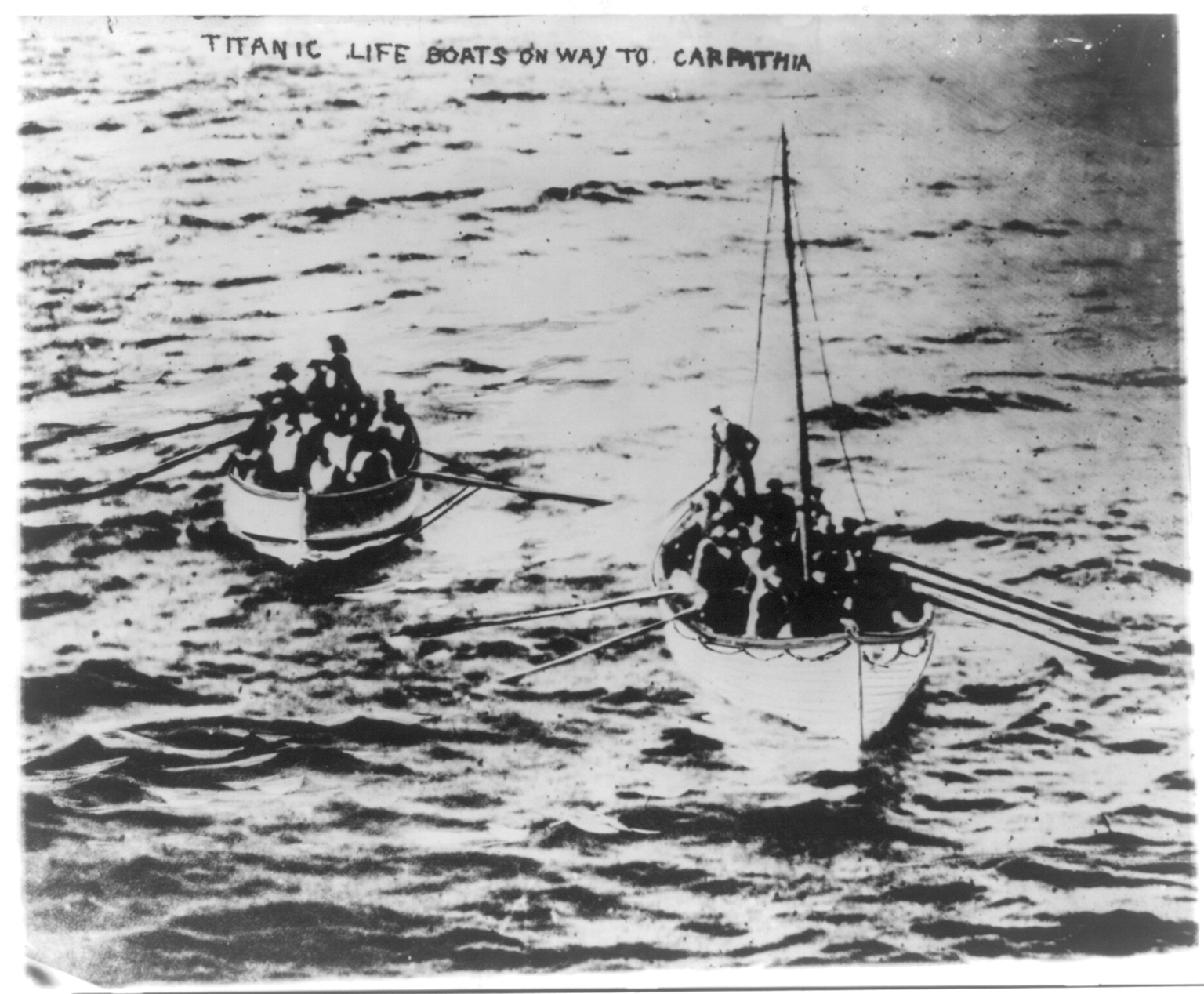
Due lance di salvataggio del Titanic fotografate da bordo del Carpathia; la lancia sulla destra è la n. 14, sulla quale si trovava Lowe.

Il 14 aprile 1912 Lowe concluse il proprio turno lavorativo alle 20, venendo rilevato dal collega James Paul Moody, il sesto ufficiale, e si ritirò in cabina. Quando tre ore e quaranta minuti dopo la nave si schiantò contro un iceberg, Lowe stava dormendo e non avvertì l'urto. Si svegliò 30 minuti dopo. "Noi ufficiali non dormiamo molto, ecco perché quando dormiamo, moriamo", spiegò in seguito. Quando venne a conoscenza della situazione, si vestì immediatamente ed entrò in servizio; nella sua testimonianza al senato degli Stati Uniti dichiarò che prese la sua pistola d'ordinanza, una Browning automatica a otto colpi, inserì la sicura e se la mise in tasca, quindi andò a occuparsi della sicurezza dei passeggeri. Aiutò il terzo ufficiale Herbert Pitman a imbarcare passeggeri sulla lancia di salvataggio numero 5, destinata poi al comando dello stesso Pitman. Lowe cercò di salvare più persone possibile, ma fu costantemente messo sotto pressione dall'amministratore delegato della White Star Joseph Bruce Ismay, il quale lo costrinse invece a riempire le lance con un numero molto esiguo di passeggeri.
Intorno alle ore 01:30, Lowe ebbe una discussione con il giovane collega Moody sulla scelta dell'ufficiale a capo delle lance numero 14 e 16; infine prese la decisione di comandare la lancia numero 14. Quando una massa di passeggeri arrivò in frotta verso di loro, mentre la lancia stava per essere messa in acqua, Lowe esplose in aria tre colpi di pistola per cercare di sedare la folla intenzionata a imbarcarsi per il panico.
Dopo che la lancia fu ammarata, l’ufficiale ordinò all'equipaggio di allontanarsi il più possibile dalla nave. Quando il Titanic si inabissò, intorno alle 2:20, la lancia era a circa 140 metri di distanza: Lowe quindi raggiunse alcune lance nelle vicinanze e invitò i passeggeri della propria a occupare i posti vuoti sulle altre, in modo da svuotare la sua per lasciar posto a eventuali sopravvissuti rimasti in acqua. Fu l'unico, infatti, fra tutti i comandanti delle lance, a tornare indietro, senza preoccuparsi di un eventuale assalto alla barca da parte dei naufraghi, con conseguente capovolgimento. Quando arrivò, tuttavia, i naufraghi in acqua erano ormai quasi tutti morti di ipotermia: Lowe riuscì a raccogliere vivi solo quattro uomini, uno dei quali morì nella notte. L'ufficiale e il suo gruppo di imbarcazioni di salvataggio furono intercettati alle ore 04:00 circa dalla RMS Carpathia. Un'immagine scattata da un passeggero sul Carpathia mostra chiaramente Lowe al timone della numero 14 mentre si avvicina a forza di remi.

#### L'inchiesta
I sopravvissuti del Titanic furono trasportati dal Carpathia al molo 54 del porto di New York, arrivandovi il 18 aprile. Lowe fu ben presto chiamato a testimoniare al riguardo del naufragio di fronte alla commissione d'inchiesta del senato degli Stati Uniti. Le testimonianze rilasciate da Lowe furono rubricate per esser state proferite in maniera reticente e talora irriverente: ad esempio, quando gli venne chiesto di cosa fosse costituito un iceberg, il quinto ufficiale rispose beffardo: "Ghiaccio, suppongo, signore", e si trovò anche sotto pressione in quanto proferì alcuni commenti razzisti, dovendo ad esempio chiedere scusa per due volte per aver usato la parola "italiano" come sinonimo di "codardo".
L'ufficiale venne infine imbarcato sulla Adriatic il 2 maggio, facendo ritorno così in Inghilterra.

### Anni successivi
In Inghilterra, a Barmouth, insieme a 1 300 persone, partecipò a un ricevimento in suo onore presso il Picture Pavilion. Venne onorato con un orologio d'oro commemorativo, con la scritta: "Regalato ad Harold Godfrey Lowe, quinto ufficiale dell'RMS Titanic, dai suoi amici di Barmouth e di altrove come riconoscimento e apprezzamento per i suoi atti coraggiosi nel naufragio del Titanic il 15 aprile 1912".
Nel settembre 1913, Lowe sposò Ellen Marion Whitehouse, dalla quale ebbe due figli: Florence Josephine e Harold William. Lowe prestò servizio nella Royal Naval Reserve durante la prima guerra mondiale, operando a Vladivostok durante la rivoluzione d'ottobre e la conseguente guerra civile. Raggiunse infine il grado di tenente di vascello prima di andare in pensione a Deganwy con la famiglia.
Morì d'ipertensione il 12 maggio 1944, all'età di 61 anni e fu sepolto presso il cimitero parrocchiale di Llandrillo-yn-Rhos, nel distretto gallese di Conwy.

## Riconoscimenti
Lowe fu decorato con la Reserve Decoration per i suoi anni di servizio nella Royal Naval Reserve.

## Filmografia
Lowe è stato interpretato dai seguenti attori nei diversi film dedicati al naufragio del Titanic:
- nel film Titanic, latitudine 41 nord, del 1958, da Howard Pays;
- nel film TV S.O.S. Titanic, del 1979, da Karl Howman;
- nel film Titanic, del 1996, da Kavan Smith;
- nel film Titanic, del 1997, da Ioan Gruffudd.